# Cenaclul de Luni
Cenaclul de Luni a fost condus de criticul literar Nicolae Manolescu. A avut loc între 1977-1983, la București.

## Scurt istoric
Cenaclul de Luni a fost un cenaclu literar al studenților din Centrul Universitar București. Inițiat de Radu Călin Cristea și condus de Nicolae Manolescu, Cenaclul de luni a reprezentat nucleul bucureștean al poeziei noii generații, numită și generația ’80 sau generația în blugi. A fost înființat în anul 1977 și desființat în 1983 de secretariatul P.C.R. al Universității București, care îl considera subversiv.
Volumele colective emblematice ale grupului au fost antologiiile de poezie Aer cu diamante de Mircea Cărtărescu, Traian T. Coșovei, Florin Iaru și Ion Stratan, publicată în 1982 și Cinci cu Bogdan Ghiu, Ion Bogdan Lefter, Mariana Marin, Romulus Bucur și Alexandru Mușina, apărută în 1983.
Deși s-a considerat a fi un cenaclu dedicat aproape în exclusivitate poeziei, în ședințele sale au debutat și au citit textele și prozatori precum: Ioan Mihai Cochinescu, Gheorghe Crăciun, Mircea Nedelciu, Sorin Preda, Cristian Teodorescu și alții.

## Membri
Poeți optzeciști
- Adrian Alui Gheorghe
- Liviu Antonesei
- Romulus Bucur
- Mircea Cărtărescu
- Magda Cârneci
- Mariana Codruț
- Nichita Danilov
- Radu Florescu
- Liviu Georgescu
- Magdalena Ghica
- Florin Iaru
- Ion Bogdan Lefter
- Mariana Marin
- Ion Mureșan
- Alexandru Mușina
- Marius Oprea
- Viorel Padina
- Petruț Pârvescu
- Simona Popescu
- Marta Petreu
- Nicolae Sava
- Liviu Ioan Stoiciu
- Ion Stratan
- Elena Ștefoi
- Matei Vișniec
- Călin Vlasie

Prozatori optzeciști
- Ioan Mihai Cochinescu
- Anca-Delia Comăneanu
- Gheorghe Crăciun
- Mircea Nedelciu
- Sorin Preda
- Hanibal Stănciulescu
- Cristian Teodorescu

Critici literari optzeciști
- Radu Călin Cristea
- Ion Bogdan Lefter